# Conde palatino

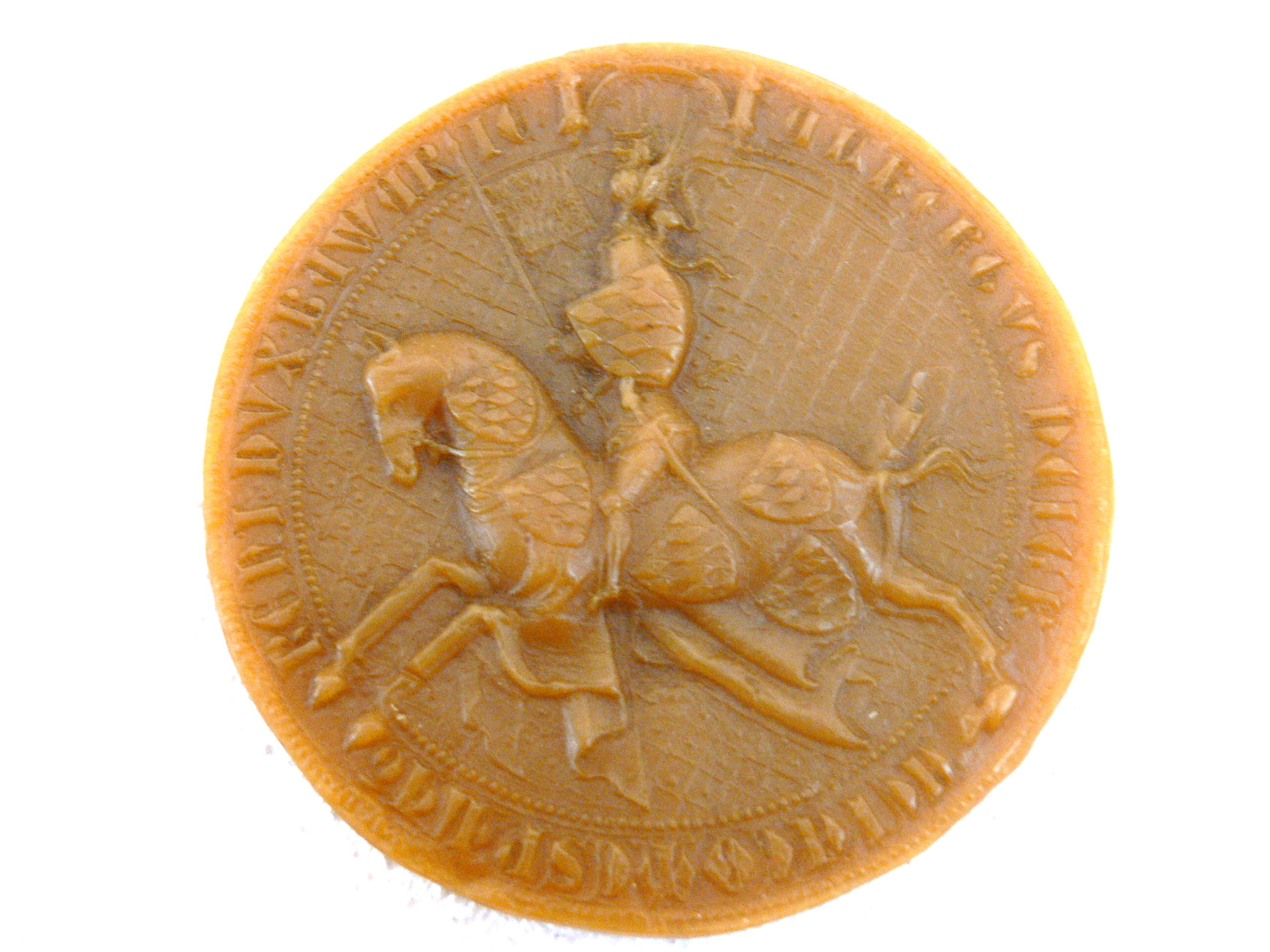
Sello de Alberto I, duque de Baviera, que lo describe como Comes Palatinus Reni ("conde palatino del Rin").

Conde palatino (en latín: Comes palatinus; en alemán: Pfalzgraf) es un título nobiliario originado en el comes romano, que a la caída del Imperio romano de Occidente se adaptó a los reinos germánicos. El término «palatino» hace referencia a su vinculación al palacio regio, al ser uno de los oficios de Corte del denominado officium palatinum. Incorporaba una importante función jurisdiccional: entender de las apelaciones elevadas al rey, a cuyo conocimiento solo llegaban los asuntos que el conde consideraba necesarios.
Hubo officium palatinum y comes palatinus en la corte visigoda (véase Maiores visigodos). El officium también tenía otros condes que supervisaban distintas ramas del servicio real, como el comes cubiculariorum (camareros), el comes scanciorum (coperos), el comes stabulorum (caballerizas), etc. Los condes palatinos asistían al rey en tareas judiciales, administrativas y militares.
Entre los ostrogodos asentados en Italia hubo condes palatinos como estos, entre ellos el comes patrimonium, a cargo de las propiedades patrimoniales o privadas del rey.
También hubo cargos similares con ese nombre en la monarquía franca de la dinastía merovingia. De los palatinos de la dinastía carolingia surgieron las figuras legendarias de los paladines de Carlomagno. Con la conquista carolingia de Italia se reintrodujo allí esta dignidad, pero con adscripción geográfica, como condes palatinos de Pistoia (Pistoia, año 812, -Echergum Comintem Palatii-) y condes palatinos de Spoleto (Spoleto, año 814 -Hebroardo-). Ludovico Pío tuvo dos condes palatinos con los nombres de Gebuinus et Ruodbertus.
Hay algún uso bibliográfico de la expresión «condes palatinos» vinculada al reino de Asturias de esa misma época, con adscripción geográfica en el caso de los condes palatinos de Oviedo; y con funciones áulicas en otros, diferenciados de los «condes gobernadores de provincias»:

Uno de los oficios más distinguidos que hallamos entre las dignidades de la Corona de Asturias, fue el de Conde: el qual, como en el reyno de los Godos, estaba destinado al desempeño de varios importantes negocios, aunque reducido su número y ocupación al estado de una república pobre y quasi precaria. Hallamos mencionados en las memorias más antiguas un Piniolo, un Nepociano, un Aldroito con el carácter de Condes Palatinos: otros sin expresión de su empleo, bien que parece haberle tenido en la servidumbre de las personas Reales.
Juan de Mariana, Historia General de España.

En el Sacro Imperio Romano Germánico hubo condes palatinos con denominación geográfica: condes palatinos de Suabia (o de Tubinga -véase Anexo:Duques de Suabia-), condes palatinos de Baviera (de Scheyrcn o de Witelspach -véase Anexo:Soberanos de Baviera-), condes palatinos de Sajonia (véase Ducado de Sajonia) y condes palatinos de Lotaringia que terminaron denominándose condes palatinos del Rin o condes del Palatinado. Estos últimos fueron los que reciben con más frecuencia esta denominación, al llamarse «Palatinado» su territorio de forma antonomástica y asociarse a uno de los títulos con dignidad electoral.
El Nádor de Hungría fue un título histórico del reino de Hungría que se creó a imitación del pfalzgraf germánico.
El título de conde palatino se usó en el reino de Polonia para denominar a los gobernadores de regiones nombrados por el rey entre los magnates locales.
En el reino de Francia se utilizó la denominación «condes palatinos» para referirse a los Condes de Champaña, Condes de Tolosa, Condes de Guyena y condes de Flandes; para distinguirse de los condes palatinos alemanes se pasaron a denominar condes palatinos de Francia y luego, abreviadamente, condes de Francia o condes de los franceses o condes del reino.
De los condes palatinos de Borgoña (véase Anexo:Condes de Borgoña y Ducado de Borgoña) deriva la denominación del Franco Condado (Condado de Borgoña palatina).
La Casa Pontificia, desde el siglo XI, tuvo un colegio de condes palatinos con sede en el Palacio Apostólico.
En el reino de Sicilia existió el Condado palatino de Cefalonia y Zante en los siglos XII al XV.
En el reino de Inglaterra se formaron condados palatinos (county palatine) con la Casa de Normandía (siglo XI) para defender las fronteras con Escocia y Gales: en tiempo de Guillermo el Conquistador se fundaron el Condado Palatino de Durham (confiado a los príncipes-obispos de Durham) y el Condado Palatino de Chester (confiado a los condes -earls- de Chester). El Condado Palatino de Lancaster se creó en 1351 (confiado a los duques de Lancaster).